# ألبرت فريدريك هندريك
ألبرت فريدريك هندريك (بالألمانية: Albert Frederik Hendrik Buining) (و. 1901 – 1976 م) هو عالم نبات من مملكة الأراضي المنخفضة . ولد في خرونينغن .
توفي في أمستردام .